# Bo Andersen (politiker)
 Der er flere personer med dette navn, se Bo Andersen.
Bo Andersen (født 20. maj 1951 i Ringe) er en dansk politiker, der indtil 2010 var borgmester i Faaborg-Midtfyn Kommune, valgt for Venstre.
Andersen er uddannet indenfor finanssektoren og har været privatkundechef for Danske Bank i Odense.
Han blev medlem af Ringe Byråd 1. januar 1994 og blev borgmester fra samme dato. Ved kommunalreformen 2007 blev Ringe Kommune en del af den nye Faaborg-Midtfyn Kommune, og Bo Andersen blev også borgmester i kommunen. Ved kommunalvalget 2009 blev han væltet af Hans Jørgensen fra Socialdemokratiet, men blev stadig valgt ind i byrådet. Fra 2010 bliver han kommunens viceborgmester.